# Pardosa jinpingensis
Pardosa jinpingensis là một loài nhện trong họ Lycosidae.
Loài này thuộc chi Pardosa. Pardosa jinpingensis được Chang-Min Yin et al miêu tả năm 1997..